# Cudzynowice

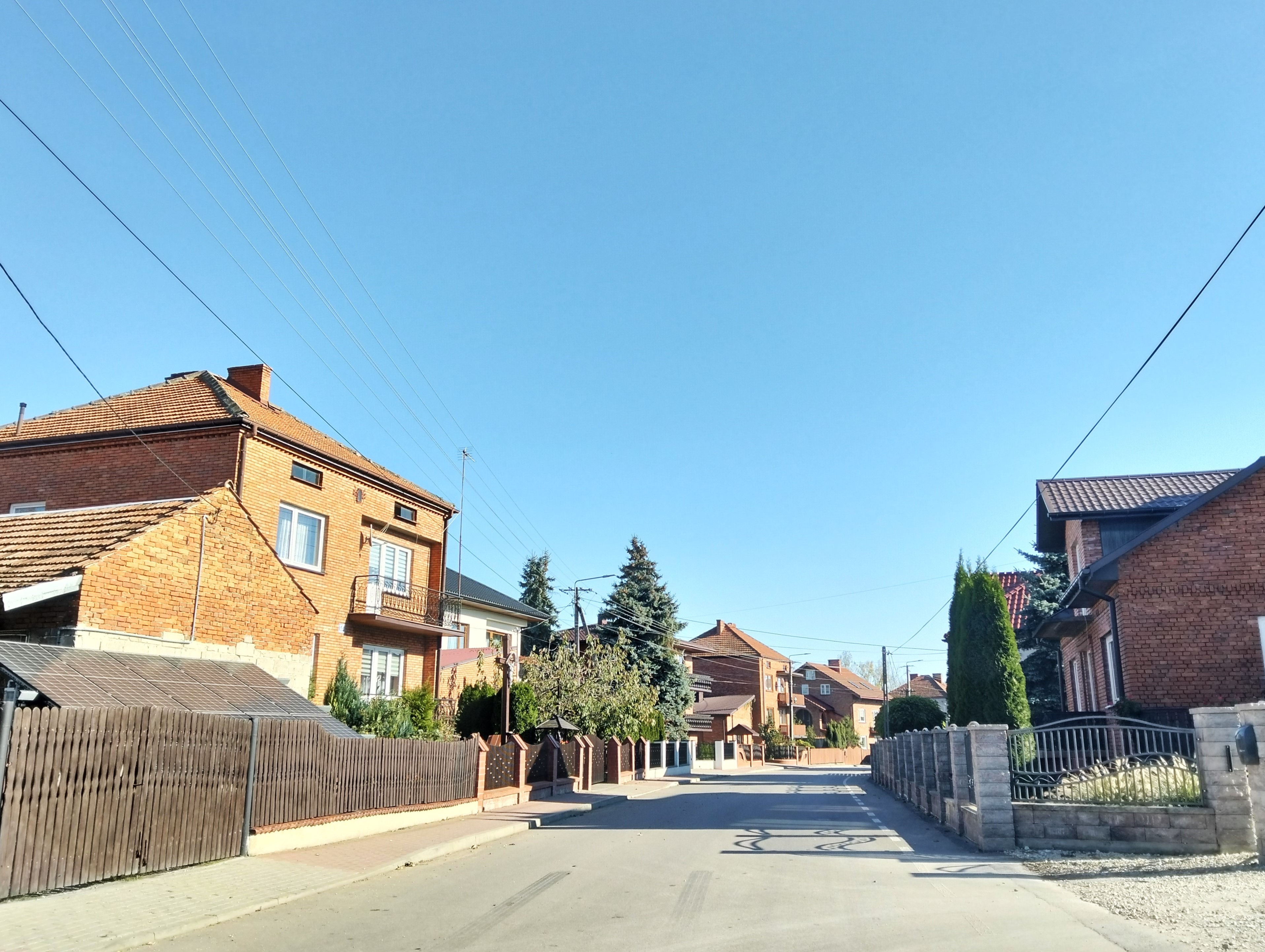
Fragment centrum wsi

Cudzynowice – wieś w Polsce położona w województwie świętokrzyskim, w powiecie kazimierskim, w gminie Kazimierza Wielka. Leży przy DW768.
W latach 1975–1998 miejscowość administracyjnie należała do województwa kieleckiego.
W 2019 r. Cudzynowice wraz z miastem Kazimierza Wielka oraz z sołectwami Donosy i Słonowice uzyskały na mocy Rozporządzenia Rady Ministrów status obszaru ochrony uzdrowiskowej („Obszar Ochrony Uzdrowiskowej Kazimierza Wielka”).

## Części wsi
| SIMC    | Nazwa          | Rodzaj    |
| ------- | -------------- | --------- |
| 0241229 | Budzyń         | część wsi |
| 0241235 | Górka          | część wsi |
| 0241241 | Piekło         | część wsi |
| 0241258 | Rynek          | część wsi |
| 0241264 | Ulica Koszycka | część wsi |
| 0241270 | Ulica Topolska | część wsi |

## Zabytki
- kościół pw. Wszystkich Świętych z 1757 r. z drewnianą dzwonnicą z XVIII w., wpisane do rejestru zabytków nieruchomych (nr rej.: A.185/1-2 z 12.01.1957 i z 11.02.1967)[8],
- dwór Krzyżanowskich z połowy XIX w., odnowiony w 1926 r.,
- park z połowy XIX w. (nr rej.: A.186 z 30.09.1959)[8].

## Nauka
We wsi znajduje się Zespół Szkół Rolniczych w Cudzynowicach założony w 1958 roku.